# Charles Stuart Bowyer
Charles Stuart Bowyer (Toledo, 2 de agosto de 1934-Orinda, 23 de septiembre de 2020) fue un académico, astrónomo y profesor estadounidense en la Universidad de California.

## Biografía

### Primeros años
Bowyer nació en Toledo, Ohio de Howard y Elizabeth Bowyer. Su padre era piloto. Cuando era niño, asistió a una escuela primaria de un solo salón cerca de la granja de su padre en Orland Park, Illinois, antes de ir a la escuela secundaria Orland Park High School. Se graduó de la Universidad de Miami en Ohio con una licenciatura en física. Recibió su Ph.D. en física de la Universidad Católica de América en 1965.

### Carrera
Bowyer fue profesor en la Universidad de California en Berkeley. También estuvo afiliado al Laboratorio de Investigación Naval de los Estados Unidos. Trabajó en un grupo dirigido por Herbert Friedman. Generalmente se le da crédito por iniciar el campo de la astronomía ultravioleta extrema. La búsqueda de Bowyer de estudiar los rayos ultravioleta encontró resistencia al principio: los astrónomos argumentaron que incluso fuera de la atmósfera terrestre, la mayor parte de la luz ultravioleta se absorbería y sería indetectable. Sin embargo, en 1975, cuando Bowyer y su equipo montaron un sensor en Apolo-Soyuz, pudieron detectar la radiación ultravioleta de enanas blancas y una nova.
Se le atribuye haber liderado el lanzamiento del satélite EUVE y las actividades de investigación posteriores. El EUVE se lanzó en 1992 y dio vueltas alrededor de la Tierra durante nueve años, catalogando alrededor de 800 fuentes de EUV en la galaxia Vía Láctea, antes de perder fondos operativos y cerrarse en 2001.
Bowyer también participó activamente en la búsqueda de inteligencia extraterrestre, o SETI. En 1977, Bowyer inició SERENDIP (la búsqueda de emisiones de radio extraterrestres de poblaciones inteligentes desarrolladas cercanas) utilizando un telescopio de 85 pies en el radio observatorio de Hat Creek cerca del Pico Lassen en el norte de California. El proyecto se inspiró en el Proyecto Cyclops, un informe de la NASA de 1971 que propuso una red internacional de radiotelescopios para buscar vida inteligente en el universo. SERENDIP fue diseñado para operar en el fondo de las observaciones de radio de otros astrónomos. Mientras se realizaban esas observaciones, escaneaba 100 frecuencias de radio simultáneamente en busca de emisiones extraterrestres. El proyecto fue financiado principalmente por donantes privados, incluido el escritor y futurista Arthur C. Clarke.

### Fallecimiento
Bowyer falleció de complicaciones por COVID-19 en su casa en Orinda, California el 23 de septiembre de 2020, durante la pandemia de COVID-19 en California.

## Trabajos seleccionados
En un resumen estadístico derivado de los escritos de Stuart Bowyer y sobre ellos, OCLC / WorldCat abarca aproximadamente más de 30 trabajos en más de 40 publicaciones en 3 idiomas y más de 1,000 fondos de biblioteca.
- Resultados de observación de astronomía de rayos X, aspectos teóricos y procedimientos experimentales (1970)
- Informe de estado semestral de investigación en ultravioleta extremo y ultravioleta lejano 1 de diciembre de 1984 - 31 de mayo de 1985 (1985)
- Informe de estado semestral de investigación en ultravioleta extremo y ultravioleta lejano 1 de junio de 1986 - 31 de diciembre de 1986 (1986)

## Honores
Bowyer recibió el Premio al Científico Senior de la Fundación Humboldt de Alemania en 1982. Otros honores y distinciones incluyen la Medalla de Logro Técnico Excepcional de la NASA, la Medalla de Logro Científico Excepcional de la NASA, el Premio Humboldt de la Fundación Alexander von Humboldt, un doctorado honorario en ciencias de la Universidad de Miami de Ohio, un doctorado honorario en filosofía de la Universidad Católica de América, la Medalla al Servicio Público Distinguido de la NASA, el Premio Computerworld Smithsonian y el Premio COSPAR Massey.

## Otras fuentes
- Margenau, Henry y Roy Abraham Varghese. (1992). Cosmos, Bios, Theos: los científicos reflexionan sobre la ciencia, Dios y los orígenes del universo, la vida y el Homo Sapiens. LaSalle, Illinois: Open Court. ISBN 9780812691856; OCLC 231415341